# Saldula orthochila
Saldula orthochila, auch Geradrandige Springwanze genannt, ist eine Wanze aus der Familie der Uferwanzen (Saldidae). Es ist nicht sicher, ob die Art innerhalb der Gattung Saldula einzuordnen ist.

## Merkmale
Die dunkelbraun bis schwarzen Wanzen werden 3,4 bis 4,7 Millimeter lang. Die weißliche bis braune Deckflügelzeichnung weist oft bläulichgraue Flecken auf. Saldula orthochila besitzt einen blassen Fleck am Rand der Hemielytren nahe dem Apex des Coriums. Die Seitenränder des Pronotums sind eher gerade. Die meisten Tiere haben leicht verkürzte Hemielytren, sehr selten sind sie auch voll entwickelt (makropter). Die Vordertibien haben dorsal eine isolierte dunkle Längslinie. Sehr ähnlich sind dunklen Exemplare von Salula palustris, denen diese dunkle Längslinie aber fehlt. Die ähnliche Salula fucicola ist im Gesamteindruck gelbbraun bis goldbraun, nach Überwinterung dunkelbraun, die helle Zeichnung des Mesocoriums (innerer Abschnitt des Coriums) aber ohne bläulichgrauen Ton.

## Verbreitung und Lebensraum
Die Art ist in Europa bis in den Norden des Mittelmeergebietes verbreitet und kommt verstreut in Teilen von Sibirien, im Kaukasus und über Zentralasien bis China vor. In Mitteleuropa ist die Art weit verbreitet, ist aber in der nördlichen Hälfte Deutschlands und im Alpenraum häufiger. In den Alpen steigt sie bis deutlich über 2000 Meter Seehöhe. Die Art ist in Großbritannien weit verbreitet, ist im Norden aber häufiger. Besiedelt werden anders als bei den übrigen mitteleuropäischen Arten Lebensräume unabhängig von hoher Feuchtigkeit und abseits von Gewässern. Man findet sie sogar in locker bewachsenen Sandmagerrasen und auf weitgehend vegetationslosen lehmigen Ruderalflächen. Sie kommt auch häufig auf kurzgrasigem Weideland vor.

## Lebensweise
Die Tiere sollen auf Weiden bei individuenreichem Auftreten auch von den an Schafs- und Rinderkot lebenden Springschwänzen und Fliegenlarven ernähren. In höheren Lagen und im Norden Deutschlands unterscheiden sich die Entwicklung und die Generationenanzahl vermutlich nicht von den übrigen mitteleuropäischen Saldula-Arten. Unter idealen Bedingungen soll eine zweite Generation pro Jahr ausgebildet werden.

## Belege